# 坂出第一高等学校
坂出第一高等学校 （さかいでだいいちこうとうがっこう）は、香川県坂出市駒止町二丁目にある私立高等学校。

## 沿革
- 1907年（明治40年）5月 - 坂出和洋裁縫女学校創設。
- 1907年（明治40年）9月 - 香川県坂出実修女学校と改称。
- 1944年（昭和19年）4月 - 坂出女子実業学校と改称。
- 1948年（昭和23年）4月 - 坂出実修高等学校と改称。
- 1969年（昭和44年）4月 - 坂出女子高等学校と改称。
- 1974年（昭和49年）7月 - 坂出第一高等学校と改称。
- 1975年（昭和50年）4月 - 普通科（前年に設置）を男女共学化。

## 設置課程
- 全日制
  - 普通科
  - 食物科

## 部活動
- 料理研究部がイオン坂出店内において、月1回のペースでレストランをオープンしている[1]。
- ラグビー部 - 全国高等学校ラグビーフットボール大会出場4回（初出場：第93回大会）

## 関連校
- 坂出一高幼稚園

## 最寄駅
- 四国旅客鉄道 予讃線 坂出駅

## 学園祭
一般非公開のため卒業生や生徒の家族しか入場できない。
各クラスからの出し物や文化部のパフォーマンスがある。

## 著名な出身者
- 真鍋和幸 - 自転車ロードレーサー、アトランタ五輪代表
- 福家英登 - プロ野球審判員